# Кооперативен съюз (България)
Кооперативният съюз е обединение на кооперации в България.

## История
През ноември 1907 г. е учреден първият съюз с национален обхват – Главният съюз на българските земеделски кооперации, който през 1914 г. приема наименованието Общ съюз на българските земеделски кооперации. Той е сред основните инициатори за създаване на общо кооперативно сдружение в България.
В началото на 1947 г. функционират общо 21 кооперативни съюза и централи. На тяхна основа през октомври 1946 г. се учредява Централният кооперативен съюз, регистриран на 2 април 1947 г. в дружествения търговски регистър с определение № 949 на Софийския областен съд, фирмено отделение (ДВ, бр. 78/05.04.1947 г.)

## Организация
Учредяване
Той се образува само и единствено от кооперации. В неговия състав не могат да взимат участие търговски дружества като акционерно дружество, дружество с ограничена отговорност и др, т.е. то е юридическо лице от затворен характер. Целта му е чрез обединението на няколко кооперации да се постигне обща цел чрез съсредоточаване на ресурси и усилия.
За учредяване на кооперативен съюз е необходимо участието поне на 3 кооперации. Обикновено те се организират по отраслов или териториален признак. Общите събрания на кооперациите-учредителки взимат решение за учредяване на кооперативния съюз. Членовете на техните управителни органи са тези, които взимат участие в управлението на съюза, въпреки че това не е изрично посочено в Закона за кооперациите, но се подразбира. Управителният съвет на кооперативния орган изпълнява и представителни функции. Взима решение относно състава на управителния съвет на кооперативния съюз, но обикновено той е съставен от председателите на управителните съвети на кооперациите-членки.
Органи
Управителният съвет се събира поне веднъж на 3 години като мандатът му е 3-годишен.
Факултативен орган е изпълнителният съвет, който замества фигурата на изпълнителния директор.